# Mów prościej
Mów prościej – amerykańska komedia z 1932 roku w reżyserii Edwarda Sedgwicka.